# Ołeksandr Temetiew
Ołeksandr Ołeksandrowycz Temetiew, ukr. Олександр Олександрович Теметєв, ros. Александр Александрович Теметев, Aleksandr Aleksandrowicz Tiemietiew (ur. 24 lutego 1942 w Berehowo, Podkarpacki Kraj Autonomiczny, Królestwo Węgier) – ukraiński sędzia piłkarski.

## Kariera sędziowska
W 1962 roku rozpoczął naukę podstaw arbitrażu meczów piłki nożnej w Lwowskim Państwowym Instytucie Kultury Fizycznej. W 1975 zaczął sędziować mecze pierwszej ligi ZSRR, a dwa lata później Wysszej Ligi ZSSR. Najpierw obsługiwał mecze w roli sędziego liniowego, a 23 kwietnia 1978 debiutował jako sędzia główny w meczu CSKA Moskwa - Ararat Erywań. Od 13 lipca 1979 sędzia kategorii ogólnokrajowej.
9 maja 1981 razem z Mykołajem Brejewym pomagał Myrosławowi Stuparowi sędziować Finał Pucharu ZSRR. Został wysoko oceniony i otrzymał gratulacje od prezydenta FIFA João Havelange, który był na meczu. Po sezonie, znalazł się na liście dziesięciu najlepszych sędziów piłkarskich ZSRR.
W ciągu dziesięciu sezonów sędziował mecze Wysszej Ligi ZSSR. Razem jako sędzia główny obsługiwał 90 meczów, dodatkowo w 33 meczach był sędzią liniowym. Jako sędzią liniowy sędziował dwa spotkania w Pucharze Mistrzów Europejskich i Pucharze UEFA.
Piętnaście lat kierował Zakarpackim Obwodowym Kolegium Sędziów Piłkarskich. Od czerwca 1987 do końca 1988 roku pracował jako dyrektor techniczny Zakarpattia Użhorod.
Od 1992 roku był delegowany jako inspektor meczów najwyższej i pierwszej ligi mistrzostw Ukrainy.

## Sukcesy i odznaczenia

### Odznaczenia
- złoty medal Związku Piłki Nożnej ZSRR
- srebrny medal Związku Piłki Nożnej ZSRR
- złoty medal "Za zasługi" Ukraińskiej Federacji Piłkarskiej: 2007